# گیرمو لاسو
گیرمو آلبرتو سانتیاگو لاسو مندوزا (انگلیسی: Guillermo Alberto Santiago Lasso Mendoza؛ زادهٔ ۱۶ نوامبر ۱۹۵۵) یک تاجر و سیاستمدار اکوادوری است که هم‌اکنون به عنوان چهل و هفتمین رئیس‌جمهور اکوادور فعالیت می‌کند. وی در انتخابات سراسری اکوادور (۲۰۲۱) کاندیدا شد، آندرس آراوز را شکست داد که برخی از خبرگزاری‌ها آن را پیروزی ناراحت‌کننده نامیدند. وی پیش از این در انتخابات سراسری اکوادور (۲۰۱۷) و انتخابات ۲۰۱۳ برای ریاست جمهوری نامزد شده بود. در سال ۲۰۱۳، لاسو پس از رافائل کورئا، رئیس‌جمهور که با اختلاف چشمگیر پیروز شد، در مکان دوم قرار گرفت. در انتخابات ۲۰۱۷، او در دور دوم تا مقابله معاون رئیس‌جمهور پیشین لنین مورنو پیش رفت اما در انتخابات به سختی شکست خورد.
لاسو در دوران ریاست‌جمهوری جمیل معوض در ۱۹۹۹ مدتی به عنوان سرپرست وزارت اقتصاد خدمت کرد و از ۱۹۹۸ تا ۱۹۹۹ فرماندار استان گوایاس بود. گذشته از فعالیت‌های سیاسی لاسو یک بانکدار است و در سمت مدیرعامل بانک گوایاکیل اکوادور خدمت کرده‌است.
به لحاظ تفکر سیاسی یک سیاستمدار مستقل است و به لیبرالیسم و لیبرالیسم کلاسیک ازجمله دفاع از تقسیم قدرت برای محدود کردن دولت و قانون اساسی اعتقاد دارد. علاوه براین لاسو نظرات خود را در مورد کاهش مالیات ابراز داشته و از طرفداران بازار آزاد است.

## زندگی‌نامه
لاسو در گوایاکیل در یک خانواده طبقه متوسط به دنیا آمد. او پس از تحصیلات متوسطه در رشته علم اقتصاد وارد دانشگاه کاتولیک پاپی اکوادور در کیتو شد. اما بدون کسب مدرک تحصیلی از دانشگاه کناره‌گیری کرد.

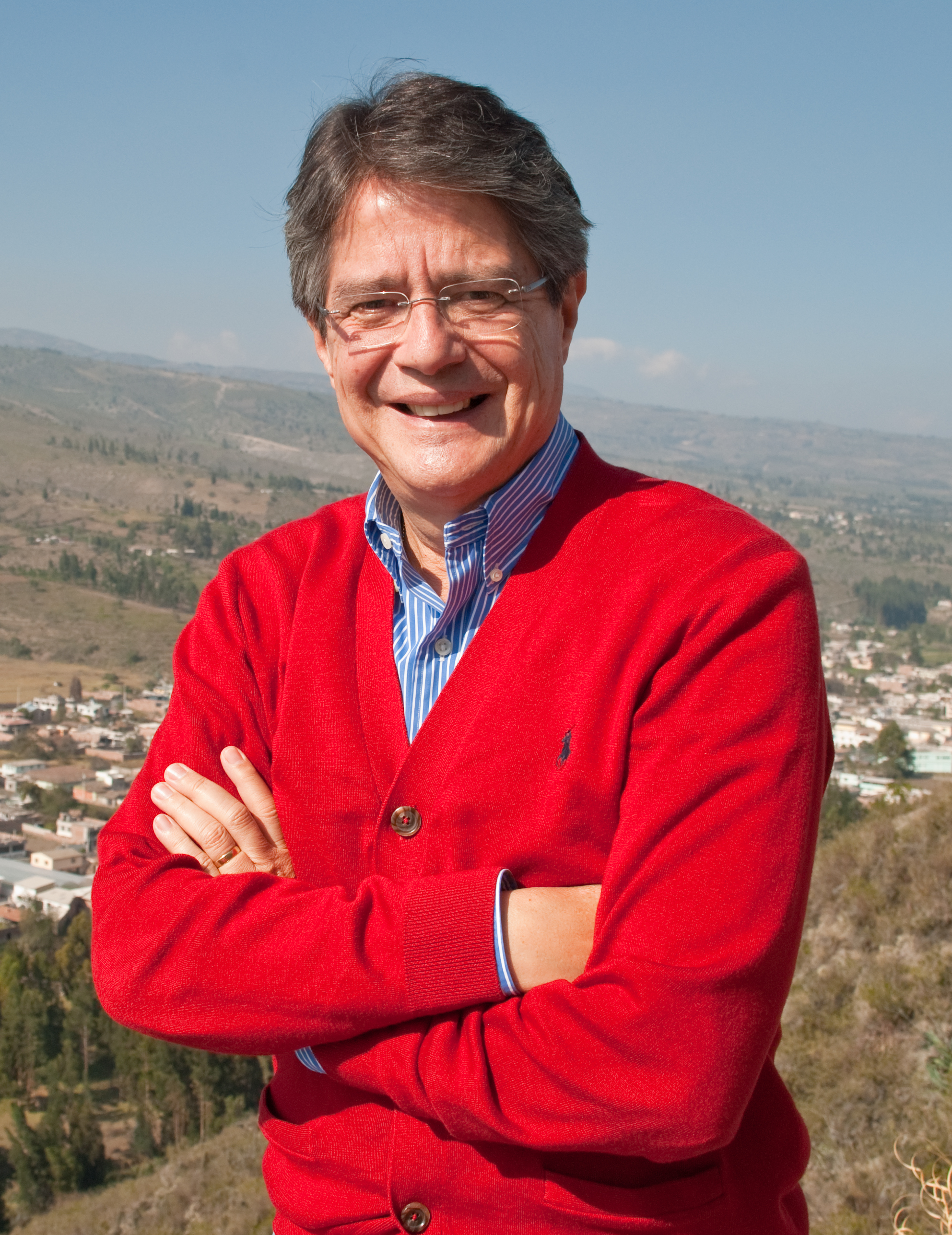
در سال ۲۰۱۳

در ۱۹۷۷ با ماریا دلورس آلسیوار کرسپو آشنا شد و در ۱۹۸۱ ازدواج کردند و پنج فرزند شامل ماریا دولورد، خوان، گیرمو انریکه، سانتیاگو و ماریا مرسدس دارد.

## فعالیت تجاری
لاسو در دهه ۱۹۹۰، به دنبال ورشکستگی یک شرکت محلی در اکوادور به عنوان رئیس عملیات کوکاکولا در این کشور انتخاب شد. لاسو ماموریتش بازسازی ساختار شرکت و روان‌سازی و بازگرداندن سلامت مالی آن بود. وی از آن زمان در هیئت مدیره کوکاکولا و کمپانی ماوسا عضویت داشت، او همچنین به عنوان رئیس هیئت مدیره کمیسیون حمل و نقل استان گوایاس و همچنین عضویت در هیئت مدیره شرکت توسعه اندین فعالیت کرد.

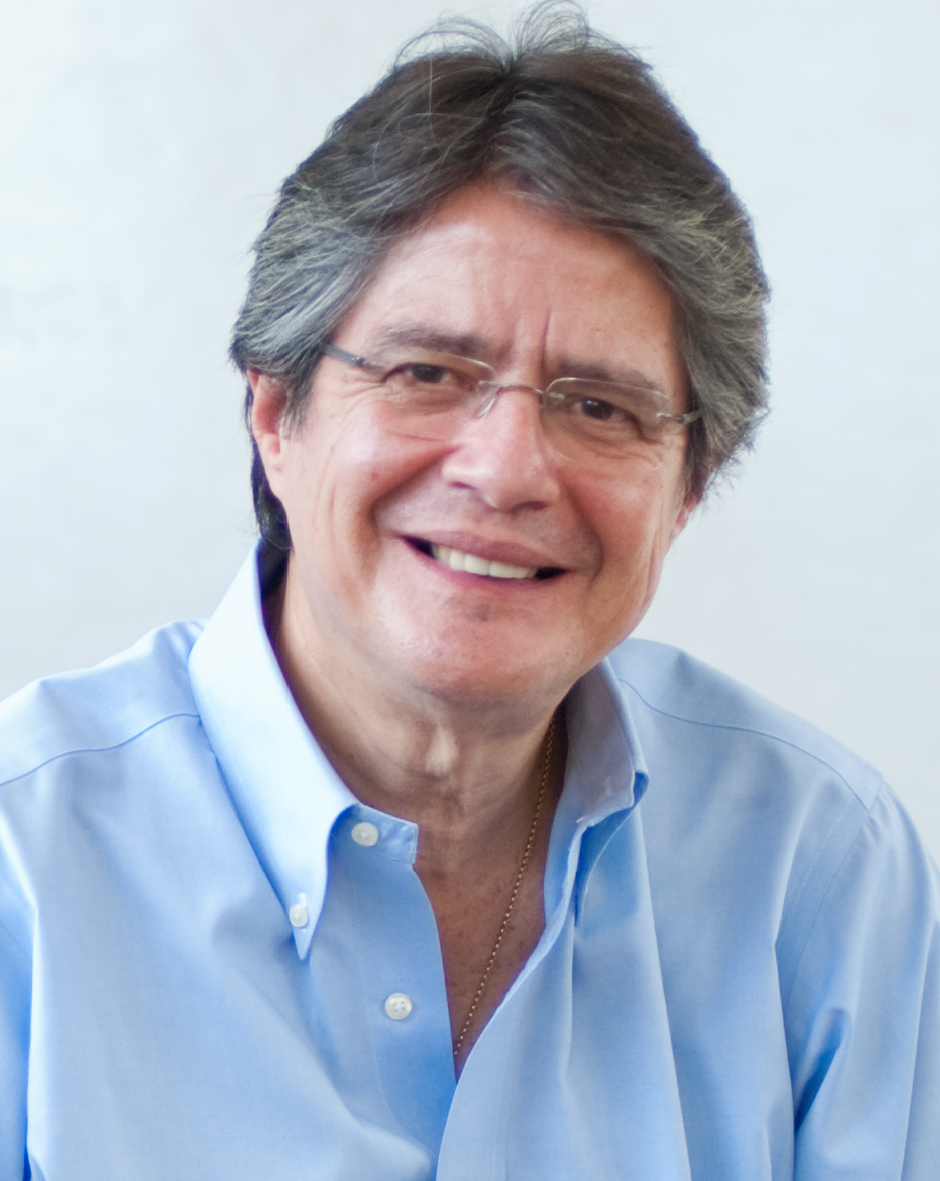

در ۱۹۹۴ لاسو مدیر عامل بانک گوایاکیل شد. او در دوران تصدی خود به تأسیس برنامه بانک‌های محلی پرداخت، لاسو در یک ابتکار بانکداری، جامعه مغازه داران محلی را به عنوان شریک اقتصادی بانک در برنامه‌ریزی و استراتژی بانکی خود گنجاند. این برنامه توسط بانک توسعه بین آمریکایی به عنوان پیشرفتی در استراتژی نفوذ بانک‌های مردمی عنوان شد که در فهرست سازمان‌های چنددولتی قرار دارند. لاسو در ۲۰۱۲ از سمت خود به عنوان رئیس اجرایی بانک استعفا داد. لاسو علاوه بر این بنیانگذار بنیاد دل باریو است.